# Parti tunisien
Le Parti tunisien (arabe : الحزب التّونسي) est un parti politique tunisien de tendance centriste.
Il est fondé le 7 mai 2011, quatre mois après la révolution qui chasse le président Zine el-Abidine Ben Ali du pouvoir, et légalisé le 12 août.
Dirigé par Myriam Mnaouer,, il veut se distinguer comme un parti centriste sans idéologie, ouvert à toutes les tendances.
Lors de l'élection de l'assemblée constituante du 23 octobre 2011, il présente deux listes, la première dans la première circonscription de Tunis se classe 67e sur 79 listes avec 269 voix (0,13 %) et la seconde dans la circonscription de Tunis 2 se classe 26e sur 80 listes avec 613 voix (0,27 %). Les 882 voix récoltées lui procurent un pourcentage de 0,022 % au niveau national.